# Orchideenfach
Orchideenfach (seltener Orchideendisziplin) ist eine umgangssprachliche Bezeichnung für ein ausgefallenes, ungewöhnliches, seltenes Studienfach, das nur an wenigen Universitäten gelehrt oder nur von wenigen Studenten belegt wird. Das Gegenteil eines Orchideenfaches ist das Massenfach. In der Hochschulpolitik werden die Orchideenfächer als Kleine Fächer geführt und von der Arbeitsstelle Kleine Fächer (jetzt Universität Mainz) kartiert.

## Etymologie  und Verwendung
Orchideen gehören in der westlichen Kultur zu den frühesten und bekanntesten Luxuszierpflanzen. Sie benötigen viel Pflegeaufwand und haben keinen praktischen Nutzen. Dies führte zu der Analogie, ein aufwendiges Studienfach, das wenig konkreten Nutzen hat, als Orchideenfach zu bezeichnen.
Eine frühe Erwähnung des Begriffes „Orchideenfach“ findet sich in einem 1965 erschienenen Buch zur Ethnologie Afrikas. Ab den 1970er Jahren hat sich der Begriff in der Literatur etabliert, und ein häufiger zitierter Artikel von Herbert Hunger, dem Begründer der Wiener Schule der Byzantinistik mit diesem Begriff im Titel – Ein „Orchideenfach“ hat sich etabliert. – bezieht sich auf eben dieses Forschungsgebiet.
Für ein ausgefallenes oder selten behandeltes Thema findet man medial und fachlich seit Beginn der 1990er Jahre auch den Begriff Orchideenthema.

## Charakteristik
Orchideenfächer besitzen meist einen hohen Spezialisierungsgrad und bieten aufgrund der geringen Studentenzahlen eine gute Betreuungsrelation (zahlenmäßiges Verhältnis von Dozenten zu Studenten). Im Regelfall besteht kein Numerus clausus bei diesen Fächern.
Der Begriff Orchideenfach wird nicht nur auf Studiengänge oder Fachbereiche selbst angewandt, sondern auch auf seltene oder exotische Spezialisierungen innerhalb eines Faches. So wurde im frühen 20. Jahrhundert die Quantenphysik als Orchideenfach innerhalb der Physik angesehen. Im Schulbereich wird der Begriff auch für seltene oder unübliche Schulfächer verwendet, die aber im Hochschulbereich keineswegs den Status eines Orchideenfaches besitzen müssen. Auch wird der Begriff im allgemeinen Sprachgebrauch im übertragenen Sinne für exotische Disziplinen oder Wissensgebiete gebraucht.

## Kritik
Oft stehen diese Fächer in der Kritik der Geld gebenden Stellen. Dabei wird darauf hingewiesen, dass es sich wirtschaftlich nicht lohne, einen Professor und seine Mitarbeiter für so wenige Studenten zu bezahlen. In diesem Zusammenhang wird Orchideenfach auch als abwertender Begriff für einen Studiengang verwendet, dem man Weltfremdheit, mangelnden gesellschaftlichen Nutzen und fehlende Berufsperspektiven unterstellt und ihn daher auch mit hoher Arbeitslosigkeit assoziiert.
2024 empfahl der Rechnungshof Baden-Württemberg die Schließung oder Zusammenlegung nicht ausgelasteter Studiengänge. 120 Masterstudiengänge an den Universitäten verzeichneten weniger als zehn Immatrikulationen im Jahr. Dabei würden einige der stark unterausgelasteten Studiengänge landesweit sogar mehrfach in gleicher oder ähnlicher Form angeboten.

## Beispiele
Aktuelle Beispiele für Orchideenfächer sind Sprechwissenschaft, Sprecherziehung, Sorabistik, Onomastik, Afrikanistik, Christliche Archäologie, Keltologie, Tibetologie, Kristallographie und Diakoniewissenschaften. Es ist jedoch zu beachten, dass sich die Einordnung eines Faches als Orchideenfach aufgrund sich verändernder Studienangebote und Belegzahlen ändern kann. So wurden zu Beginn der 1970er Jahre Studiengänge im Bereich der Kulturpädagogik oft als Orchideenfächer betrachtet, was seit den 1980er Jahren jedoch nicht mehr der Fall ist. Weitere Beispiele für eine solche veränderte Einordnung sind die Sinologie und die Meteorologie, die zu Beginn der 1970er Jahre ebenfalls als Orchideenfächer angesehen wurden. Im 18. Jahrhundert hatte auch die Physik den Ruf eines Orchideenfaches.